# قصر الشناوي (المنصورة)
قصر الشناوي هو قصر يقع بمدينة المنصورة، محافظة الدقهلية، مصر. تم بنائه عام 1928 على مساحة 4164 بواسطة نخبة متميزة من المهندسين والعمال الإيطاليين، لصاحبه محمد باشا الشناوى، وحصل القصر على شهادة في عام 1931 تؤكد أنه من أفضل القصور التي شيدت على الطراز المعمارى الإيطالى خارج إيطاليا بأيدى إيطاليين، موقعة من الدكتاتور موسيلينى بإيطاليا.

## الوفود
عرف القصر بقصر الأمة بعدما نزل به سعد زغلول، ومصطفى النحاس باشا عدة مرات، لدرجة أنه تم تخصيص غرفة به لاستضافتهما. كما استضاف الملك فاروق، وأحيت بين جنباته أم كلثوم والموسيقار محمد عبد الوهاب عدة حفلات فنية.

## الوصف
يتكون القصر من دور أرضى وأول بالإضافة للبدروم، يتوسط مبنى القصر حديقة تحتوى على أشجار نادرة ومتنوعة ونافورة تراثية تقع بالحديقة الخلفية للقصر. قديماً، وكان هناك ملعب للتنس الأرضي، ملحقة بالقصر، إلا أنه في التسعينيات من القرن الماضى، قام ملاك القصر باقتطاع الملاعب من مساحة الحديقة وبيعها لأحد الشركات الإستثمارية التي قامت ببناء مشروع تجارى سكنى قطع الإطلالة المميزة المباشرة لحديقة القصر على نهر النيل، والتي كان يتمتع بها قبل بناء السد العالى وانحسار النيل في الستينيات من القرن الماضى.

## الوضع الحالي
قامت وزارة الثقافة بشراء القصر من مُلاكه، وذلك في عام 2005، وقام المجلس الأعلى للآثار بتسجيله كأثر إسلامي. خضع القصر لمشروع ترميم وتطوير من قبل قطاع المشروعات بوزارة الآثار على مرحلتين، المرحل الأولى عام 2009 والتي توقفت عقب اندلاع ثورة 25 يناير.والمرحلة الثانية من أعمال استكمال الترميم والتطوير بالقصر أسندت إلى شركة إنشائية بدأت العمل في أواخر شهر ديسمبر عام 2017، ولكن العمل توقف لعدم توافر اعتمادات مالية.